# Cor de Wit (1920-1998)
Cornelis (Cor) Henricus Eligius de Wit (8 juli 1920 – 30 mei 1998) was een Nederlands historicus die faam en kritiek verwierf door een vernieuwende geschiedkundige visie op en duiding van de gebeurtenissen in de Nederlanden tussen 1780 en 1848.

## Levensloop
De Wit haalde zijn akte als leraar geschiedenis in de Tweede Oorlog maar omdat er na de oorlog weinig vacatures waren, studeerde hij verder aan de Universiteit van Leiden en Amsterdam. Hij vond alsnog een baan in Limburg en verhuisde daarheen maar ging verder in de wetenschap en promoveerde in 1965 bij Jan Romein op een geschiedkundige analyse van de Bataafs-Franse tijd onder de titel De strijd tussen aristocratie en democratie in Nederland. Geïnspireerd door het werk van de Amerikaanse historicus Robert Palmer (1909-2002), die in 1959 The Age of the Democratic Revolution: A Political History of Europe and America, 1760-1800 publiceerde, deed De Wit onderzoek naar de vraag wie nu eigenlijk precies de patriotten waren, welke motieven ze voor hun opstandigheid hadden, wat de rol van de burgers was en waar de spanningen en het nastreven van belangen toe voerden. En hij zette de gebeurtenissen in de Nederlanden in een breder kader. Dit deel van de Europese geschiedenis was tot dan toe vooral gepresenteerd als een reeks tamelijk onbegrijpelijk feiten die op een mislukking uitliepen. Destijds de grote autoriteit van de geschiedschrijving over deze periode, Herman Colenbrander, gaf de verschillende groepen benamingen als patriotten en stadhoudersgezinden en zette de patriotten neer als marionetten in de handen van buitenlandse mogendheden. Colenbrander maakte Gijsbert Karel Van Hogendorp tot centrale figuur in de periode van de omwenteling.
De Wits boeken De Nederlandse revolutie van de achttiende eeuw 1780-1787 dat in 1974 verscheen en Het ontstaan van het moderne Nederland (1978) baarden veel opzien. Omdat zijn visie ongebruikelijk was, oogstte hij van vakgenoten veel kritiek, zijn werk werd onevenwichtig gevonden. Nadat de Engelse historicus Simon Schama zijn boek Patriots and Liberators: revolution in the Netherlands, 1780 - 1813 in 1977 publiceerde, waarin hij de lijn van De Wit nagenoeg integraal overnam en in het voorwoord schreef dat De Wit een belangrijke invloed op dit werk had, kwam ook voor De Wit bredere erkenning.

## Een nieuwe visie
De Wit ontwikkelde een baanbrekende visie met een lange lijn van samenhangende en min of meer logisch opeenvolgende gebeurtenissen. De Wit koos andere benamingen voor de verschillende (belangen)groepen en beschreef de rol en belangen van de burgerij. Hij plaatste de gebeurtenissen in de Nederlanden van de jaren 1780 tot 1848 in een internationaal kader en wees op parallellen met de Franse en Amerikaanse revoluties die ook omstreeks deze tijd plaatsvonden. Daarom is bij De Wit geen sprake van een patriottische periode, maar van een internationaal belangrijke gebeurtenis die verder gaat gaat dan een regionaal conflict. De Nederlandse omwenteling begon in zijn visie met een aristocratische beweging, waarin de regenten in de Republiek zich onafhankelijk probeerde te maken van het stadhouderlijke patronagestelsel dat ze zelf in het zadel hadden geholpen, toen dat de politieke en economische vrijheden van de heren te veel ging beknotten. De Wit kaderde dit in als een democratische beweging die voortvloeide uit de ontwikkeling dat burgers zich gingen organiseren in bewapende vrijkorpsen om zich te kunnen verdedigen tegen oproeren van de laagste klassen als het Haagse oproer van 1782.
Het belang van De Wits werk schuilt voornamelijk in de andere zienswijze die hij naar voren brengt ten aanzien van de feitelijk bekende ontwikkeling: het gaat om degelijke politieke geschiedschrijving, waarin vooral de interpretatie en verklaring van de gebeurtenissen soms radicaal verschilt van eerdere historici als Colenbrander en Geyl. Vroegere geschiedschrijvers zaten volgens De Wit vast in het ‘oligarchisch-orangistisch geschiedbeeld’, en hebben met name de orangistische terreur tegen de burgers verdoezeld of over het hoofd gezien. De Wit zegt met zijn onderzoek het ware onderliggende mechanisme van de patriottenbeweging te hebben blootgelegd. Het ging om een strijd tussen de heren, die zichzelf als de natuurlijke leiders van het land beschouwden, en de burgers, die van het bestuur en de rechtspraak waren uitgesloten en een aandeel in het bewind opeisten.
Aanvankelijk zagen sommige heren wel wat in samenwerking met de burgers, maar toen deze op structurele hervormingen uit bleken te zijn, kozen de heren voor samenwerking met Oranje en terugkeer tot de oude orde. Utrecht werd de eerste stad met een democratisch bestuur, waar ook burgers iets te zeggen hadden. Toen haakte de meerderheid van de regenten af. Het beeld wordt vertroebeld omdat de burgers afhankelijk waren van de regenten en dus niet vrij konden handelen, De Wit noemt de groep rond Schimmelpenninck daar een voorbeeld van. Uiteindelijk is de eenheid in bestuur van alle grondgebieden opgedrongen door Napoleon en de afspraken gemaakt op het Congres van Wenen, maar de uitvoer lag volgens De Wit in handen van de burgerij. De Wit wijst er op dat Thorbecke de onderliggende mechanismen scherp heeft gezien en nooit over patriotten heeft gesproken, maar over regeringsfamilies. Thorbecke kon de democratisering doorzetten omdat hij steun van de burgerij kreeg, aldus De Wit.